# Góra Pośrednia
Góra Pośrednia – wzgórze na Wyżynie Częstochowskiej w obrębie pasma wzgórz zwanego Skałami Kroczyckimi. Znajduje się pomiędzy wzgórzami Popielowa i Kołaczyk, w granicach miejscowości Kroczyce w województwie śląskim, powiecie zawierciańskim, w gminie Kroczyce.
Wzgórze jest całkowicie porośnięte lasem. Znajdują się w nim rzadkie w Polsce płaty buczyny storczykowej z drzewami liczącymi ponad 100 lat. W jego północnej części znajduje się samotny ostaniec – Jamkowa Baszta. Zbudowana z wapieni skała ma wysokość 10–12 m i jest jednym z obiektów wspinaczki skałkowej. Wspinacze poprowadzili na niej jedną dróg wspinaczkowych z trzema wariantami, o trudności VI.6+ – VI.2 w skali Kurtyki.
Wzgórze znajduje się na obszarze ochrony specjalnej Ostoja Kroczycka. Północnym podnóżem wzgórza obok Jamkowej Baszty prowadzi główny turystyczny szlak Jury – Szlak Orlich Gniazd.